# Championnat de Hong Kong de football 2020-2021
Navigation
Saison précédente Saison suivante
La saison 2020-2021 de Premier League de Hong Kong  (aussi connu sous le nom de BOC Life Hong Kong Premier League pour des raisons de parrainage) est la septième saison du Championnat de Hong Kong de football, la division supérieure de football à Hong Kong.
Le club Kitchee SC est le tenant du titre.

## Déroulement de la saison
Un total de 8 équipes dispute le championnat, sept d'entre elles ont déjà participé à la saison précédente de cette même compétition. Le promu est Resources Capital FC qui remplace le Guangzhou R&F Hong-Kong propriété du club chinois Guangzhou R&F Football Club qui a annoncé son retrait du championnat à partir de cette saison.
Wofoo Tai Po et Best Union Yuen Long avaient également annoncé leur retrait pour cette saison.
Avec un championnat réduit à huit équipes, le format change. Dans la première phase, les équipes se rencontrent deux fois, après 14 journées le championnat est scindé en deux, les quatre premiers jouent pour le titre et les quatre derniers pour la relégation.

## Compétition
Le barème de points servant à établir les classements se décompose ainsi :
- Victoire : 3 points
- Match nul : 1 point
- Défaite : 0 point

### Première phase
| Rang | Équipe                 | Pts | J  | G  | N | P  | Bp | Bc | Diff |
| ---- | ---------------------- | --- | -- | -- | - | -- | -- | -- | ---- |
| 1    | Kitchee SC T           | 34  | 14 | 10 | 4 | 0  | 29 | 9  | +20  |
| 2    | Eastern Sports Club    | 31  | 14 | 9  | 4 | 1  | 33 | 12 | +21  |
| 3    | Hong-Kong Pegasus FC   | 25  | 14 | 8  | 1 | 5  | 20 | 17 | +3   |
| 4    | Lee Man FC             | 21  | 14 | 6  | 3 | 5  | 26 | 19 | +7   |
| 5    | KC Southern            | 12  | 14 | 3  | 3 | 8  | 24 | 30 | -6   |
| 6    | Resources Capital FC P | 12  | 14 | 4  | 0 | 10 | 11 | 35 | -24  |
| 7    | Rangers FC             | 11  | 14 | 2  | 5 | 7  | 14 | 23 | -9   |
| 8    | Happy Valley           | 9   | 14 | 1  | 6 | 7  | 14 | 26 | -12  |

|  | Qualification pour la poule championnat                                         |
|  | T : Tenant du titre C : Vainqueur de la Coupe de Hong-Kong P : Club promu de D2 |

### Deuxième phase

#### Poule championnat
Les quatre premiers de la première phase se rencontrent une fois, le premier est déclaré champion de Hong-Kong.
| Rang | Équipe               | Pts | J  | G  | N | P | Bp | Bc | Diff |
| ---- | -------------------- | --- | -- | -- | - | - | -- | -- | ---- |
| 1    | Kitchee SC T         | 37  | 17 | 11 | 4 | 2 | 32 | 12 | +20  |
| 2    | Eastern Sports Club  | 34  | 17 | 10 | 4 | 3 | 38 | 16 | +22  |
| 3    | Lee Man FC           | 30  | 17 | 9  | 3 | 5 | 34 | 21 | +13  |
| 4    | Hong-Kong Pegasus FC | 28  | 17 | 9  | 1 | 7 | 23 | 27 | -4   |

|  | Qualification pour la Ligue des champions de l'AFC 2022                         |
|  | T : Tenant du titre C : Vainqueur de la Coupe de Hong-Kong P : Club promu de D2 |

#### Poule relégation
Les quatre derniers de la première phase se rencontrent une fois, le dernier est relégué en division inférieure.
| Rang | Équipe                 | Pts | J  | G | N | P  | Bp | Bc | Diff |
| ---- | ---------------------- | --- | -- | - | - | -- | -- | -- | ---- |
| 5    | KC Southern            | 16  | 17 | 4 | 4 | 9  | 29 | 35 | -6   |
| 6    | Rangers FC             | 16  | 17 | 3 | 7 | 7  | 25 | 28 | -3   |
| 7    | Resources Capital FC P | 15  | 17 | 5 | 0 | 12 | 15 | 49 | -34  |
| 8    | Happy Valley AA        | 13  | 17 | 2 | 7 | 8  | 25 | 33 | -8   |

|  | Relégation en deuxième division                                                 |
|  | T : Tenant du titre C : Vainqueur de la Coupe de Hong-Kong P : Club promu de D2 |

## Résultats

### Saison régulière
| Domicile \ Extérieur | EAS | HVA | KIT | LEE | PEG | RAN | RES | SOU |
| -------------------- | --- | --- | --- | --- | --- | --- | --- | --- |
| Eastern              |     | 2–1 | 0–1 | 3–2 | 0–0 | 2–2 | 5–0 | 2–1 |
| Happy Valley         | 1–1 |     | 1–3 | 1–4 | 1–3 | 2–1 | 0–1 | 1–1 |
| Kitchee              | 1–1 | 1–1 |     | 2–2 | 2–0 | 3–1 | 3–0 | 4–1 |
| Lee Man FC           | 2–3 | 0–0 | 0–2 |     | 1–3 | 0–0 | 4–0 | 2–1 |
| Pegasus              | 0–1 | 1–0 | 1–2 | 1–2 |     | 2–0 | 3–2 | 0–4 |
| Rangers              | 1–3 | 2–2 | 0–0 | 1–0 | 0–2 |     | 0–1 | 1–2 |
| Resources Capital    | 0–5 | 3–0 | 0–3 | 1–5 | 0–1 | 1–2 |     | 1–0 |
| Southern             | 0–5 | 3–3 | 1–2 | 1–2 | 2–3 | 3–3 | 4–1 |     |

### Groupe championnat
| Domicile \ Extérieur | KIT | EAS | PEG | LEE |
| -------------------- | --- | --- | --- | --- |
| Kitchee              | —   | 2–0 | —   | 0–1 |
| Eastern              | —   | —   | 4–0 | —   |
| Pegasus              | 2–1 | —   | —   | 1–5 |
| Lee Man FC           | —   | 2–1 | —   | —   |

### Groupe relégation
| Domicile \ Extérieur | SOU | RES    | RAN | HVA    |
| -------------------- | --- | ------ | --- | ------ |
| Southern             | —   | 30 May | —   | 2–1    |
| Resources Capital    | —   | —      | 0–6 | —      |
| Rangers              | 2–2 | —      | —   | 30 May |
| Happy Valley         | —   | 7–2    | —   | —      |

## Parcours en coupes d'Asie

### Parcours continental des clubs
Le parcours des clubs de Hong Kong en coupe d'Asie est important puisqu'il détermine le coefficient AFC, et donc le nombre de clubs de Hong Kong présents en coupe d'Asie les années suivantes.
| Club       | Compétition         | Résultat        | Ultime(s) adversaire(s) | Ultime(s) adversaire(s) | Ultime(s) adversaire(s) |
| ---------- | ------------------- | --------------- | ----------------------- | ----------------------- | ----------------------- |
| Kitchee SC | Ligue des champions | Phase de Groupe | Cerezo Osaka            | Thaï Port               | Guangzhou FC            |
| Eastern AA | Coupe de l'AFC 2021 | Phase de Groupe | Lee Man FC              | Tainan City             | Athletic 220 FC         |
| Lee Man FC | Coupe de l'AFC 2021 | Phase finale    |                         |                         |                         |